# Собор Непорочного Зачатия Пресвятой Девы Марии (Манаус)
Собор Непорочного Зачатия Пресвятой Девы Марии (порт. Catedral Metropolitana de Manaus – Nossa Senhora da Conceição) — католический храм в городе Манаус, Бразилия. Кафедральный собор архиепархии Манауса. Национальный памятник (ID 1192). 
Первый католический храм во имя Непорочного Зачатия Пресвятой Девы Марии в Манаусе был построен в монахами-миссионерами из ордена кармелитов в 1695 году. В 1756 году этот храм был перестроен по инициативе губернатора Мануэлом да Гама Лобу Д’Альмаду (Manoel da Gama Lobo D’Almada). В 1850 году эта церковь значительно пострадала во время пожара.
В 1858 году началось строительство современного храма по проекту архитектора Себастьяна Хосе Базилиу Пиррона (Sebastião José Basílio Pyrrho). Этот же архитектор построил в Манаусе храм святого Себастьяна.
15 августа 1878 года состоялось освящение современного храма. В 1892 году была учреждена епархия Манауса (сегодня — архиепархия) и храм стал кафедральным собором.
В 1927 году храм посетила представители Бразильская императорская семья бразильской императорской семьи и 10 июля 1980 года в храме совершил святую мессу римский папа Иоанн Павел II во время своего первого визита в Бразилию.